# Encyrtus aquilus
Encyrtus aquilus is een vliesvleugelig insect uit de familie Encyrtidae. De wetenschappelijke naam is voor het eerst geldig gepubliceerd in 1982 door Prinsloo.